# لينغ وو
لينغ وو (بالصينية: 灵武市 )‏ هي مدينة على مستوى مقاطعة، في جمهورية الصين الشعبية، تتبع مدينة ينشوان، بلغ عدد سكانها 261,677 نسمة، تبلغ مساحتها 4,639 كيلومتر مربع، رمزها البريدي هو 750400.

## التقسيمات الإدارية
- ChongxingTown  [لغات أخرى]‏
- Linhe, Ningxia [الإنجليزية]‏.